# Peña Bolística Hermanos Borbolla Villa de Noja
La Peña Bolística Hermanos Borbolla Villa de Noja fue fundada en 1972. Durante sus primeros años disputó las categorías inferiores de la Liga, pero en los últimos se ha convertido en una de las grandes, habiendo logrado siete ligas (dos campeonatos de la Liga Nacional de Bolos y otras cinco Ligas APEBOL). Es la tercera peña en títulos de liga tras Puertas Roper (16/8) y la desaparecida construcciones Rotella (9/2), habiendo superado a la peña Bolística Torrelavega (7/3). Ha disputado 26 Ligas de Máxima categoría, 29  Copas Presidente, 25 Copas Federación española, 11 Copas Apebol y 11 Supercopas.

## Bolera
La peña ha jugado siempre en el municipio de Noja. Empezó en la bolera ¨La Plaza¨. en el centro de la villa, hasta que fue destruida en la remodelación para construir un aparcamiento. En la transición jugó en la bolera de la finca del marqués del Albaicin y posteriormente en la bolera cubierta de Noja. La primera piedra fue colocada el 28/04/2006. Con capacidad para 1.723 espectadores, esta obra fue inaugurada en 2007 con motivo del concurso de ases bolísticos que Noja celebra todos los años en la primera semana de septiembre, coincidiendo con las fiestas patronales de los Santos Mártires. La bolera se levanta en una extensión de 1.396 m² financiada en su mayor parte por la Consejería de Cultura, Turismo y Deporte del Gobierno de Cantabria. Su aportación se acerca al 75% de un coste cifrado en 1.158.000 euros y el resto por el ayuntamiento de Noja. Fue diseñada por el arquitecto catalán Óscar Tusquets, galardonado con la «Creu de Sant Jordi».

## Uniforme
La peña viste con la tradicional camisa blanca, adornada con ribetes verdes, en alusión a la bandera de Noja. El jersey es verde, si bien ha sido azul en 2012. En la camiseta se han publicitado marcas como Garcia Cambronero o Tejas Borja, entre otras. 
El escudo es una antorcha olímpica con hojas de laurel.

## Presidente
La peña fue fundada por los hermanos Angel y Jose Borbolla Vazquez, actuando Jose como presidente. Llegaron a Noja procedentes del valle de Herrerías (Cabanzón). A lo largo de su trayectoria han recibido entre otros premios los siguientes: 
Insignia de oro de la federación cántabra de bolos 2009,
Insignia de oro de la federación española de bolos 2015,
XVIII premio Pico Peñamellera y el
VI premio Muslera.

## Plantilla
- Oscar González. 100 títulos: Individual 31 (13 campeonatos y 12 subcampeonatos individuales)(1 Campeonato  Sub-23) (2 campeonatos juveniles)(2 subcampeonatos cadetes)(1 campeonato infantil)(18 veces selección cántabra)(12 veces selección española) (6 CINA-1º, 7 CIRE 1ª). Parejas: 27 (20 campeonatos y 7 subcampeonatos parejas de primera categoría) (7 CIRE-1-P). Equipo: 42 (11 Ligas, 7 Copa Presidente, 10 copa Federación Española, 2 Copa Apebol, 10 Super Copa, 2 ligas INF).
- Raúl de Juana 54 títulos: Individual 3 (2 Campeonatos individuales) (2 Campeonatos  Sub-23)(2 subcampeonatos juveniles)(5 veces selección cántabra)(4 veces selección española). Parejas 15 (10 campeonatos y 10 subcampeonatos parejas de primera categoría) (5 CIRE-1-P). Equipo: 35 (8 ligas DH, 1 liga 1ª, 1 liga 3ª, 7 copas Presidente, 7 copas Federación española/Liébana, 4 Copa Apebol, 7 SuperCopa).
- Alberto Díaz 8 títulos:(2 subcampeonatos sub-23)(1 subcampeonato 2º)(1 vez selección cántabra). Parejas 1 (1 CIRE-1-P). Equipo 7 (1 liga 2-E, 1 liga 1ª, 2 copas Presidente, 1 copa Federación española, 2 copa APEBOL)
- Angel Velasco 4 títulos: Individual 1 (1 campeonato sub-23). Parejas 1 (1 CIRE-1-P). Equipo 2 (1 copa Presidente, 1 copa APEBOL)

## Palmarés

### Equipo A
- Campeón de la Liga Nacional de Bolos (2): 2004 y 2008.
- Campeón de la Liga APEBOL (5): 2012, 2013, 2015, 2016 y 2017.
- Campeón de la Copa Presidente de Cantabria (5): 2001, 2004, 2010, 2012 y 2023.
- Campeón de la Copa Federación Española de Bolos (5): 2003, 2004, 2014, 2017 y 2021.
- Campeón de la Copa Cantabria Infinita (2): 2010 y 2011.
- Campeón de la Copa Apebol (5): 2010, 2011, 2013, 2015 y 2020.
- Campeón de la Supercopa (8): 2002, 2004, 2005, 2009, 2016, 2017, 2018 y 2023.
- Campeón de España/Interautonómico de peñas por parejas (9): 1999, 2004, 2005, 2011, 2012, 2014, 2015, 2017 y 2019.
- Campeón de Cantabria de peñas por parejas de primera categoría (7): 1999, 2002, 2004, 2014, 2015, 2016 y 2017
- Campeón de Cantabria de peñas por parejas de segunda categoría (1): 2021
- Campeón de Primera (1): 1992.
- Campeón de Segunda Especial (2): 1988 y 1990.
- Campeón de Segunda C (1): 1972.

### Equipo B
- Campeón de Primera (1): 2018.
- Campeón de Segunda Especial (1): 2017.
- Campeón de Segunda (1): 2016.
- Campeón de Tercera (2): 1995, 2015.
- Campeón de la Copa Federación Cántabra de Bolos (1): 2016.

## Jugadores de División de Honor-Liga Nacional de la Peña Bolística Hermanos Borbolla
|                        |                        | Temporadas | Años | Partidos |
| Raul de Juana          | Raul de Juana          | 22         | 1999, 2000, 2001, 2002, 2003, 2004, 2005, 2007, 2008, 2009, 2010, 2011, 2012, 2013, 2014, 2015, 2016, 2017, 2018, 2019, 2020 y 2021. | 552      |
| Jesus Salmón           | Jesus Salmón           | 12         | 2002, 2003, 2004, 2005, 2011, 2012, 2013, 2014, 2015, 2016, 2017 y 2018                                                              | 300      |
| Emilio A. Rodríguez    | Emilio A. Rodríguez    | 12         | 1998, 1999, 2000, 2001, 2007, 2008, 2009, 2010, 2011, 2012, 2013 y 2014                                                              | 296      |
| Eusebio Iturbe         | Eusebio Iturbe         | 11         | 2002, 2003, 2004, 2005, 2006, 2007, 2008, 2009, 2010, 2017 y 2018                                                                    | 286      |
| Ruben Rodríguez        | Ruben Rodríguez        | 9          | 1998, 1999, 2000, 2011, 2012, 2013, 2014, 2015 y 2016                                                                                | 234      |
| Manuel Domínguez       | Manuel Domínguez       | 8          | 1993, 1994, 1995, 1996, 1997, 1998, 1999 y 2000                                                                                      | 182      |
| Lolo Lavid             | Lolo Lavid             | 7          | 2004, 2005, 2006, 2016, 2017, 2018 y 2019                                                                                            | 182      |
| Oscar González         | Oscar González         | 7          | 1996, 1997, 2015, 2016, 2017, 2018 y 2019                                                                                            | 172      |
| Angel Lavín            | Angel Lavín            | 5          | 1993, 1994, 2001, 2002 y 2003 | 118      |
| Jose Díaz              | Jose Díaz              | 4          | 2006, 2007, 2008 y 2011 | 104      |
| Ignacio Fernández      | Ignacio Fernández      | 4          | 1993, 1995, 1996 y 1997 | 90       |
| Alfonso Díaz           | Alfonso Díaz           | 4          | 1997, 1998, 1999 y 2000 | 88       |
| Clemente Ceballos      | Clemente Ceballos      | 4          | 1994, 1995, 1996 y 1997 | 86       |
| Angel Velasco          | Angel Velasco          | 3          | 2019, 2020 y 2021 | 82       |
| Alberto Díaz           | Alberto Díaz           | 3          | 2019, 2020 y 2021 | 82       |
| Roberto de Juana       | Roberto de Juana       | 3          | 2019, 2020 y 2021 | 82       |
| Ruben Haya             | Ruben Haya             | 3          | 2008, 2009 y 2010 | 78       |
| Carlos García          | Carlos García          | 3          | 2006, 2013 y 2014 | 78       |
| Agustín Fernández      | Agustín Fernández      | 3          | 2003, 2004 y 2005 | 70       |
| David Ibañez           | David Ibañez           | 3          | 1994, 1995 y 1996 | 64       |
| Luis F. Gandarillas    | Luis F. Gandarillas    | 2          | 1993 y 1994 | 52       |
| Roberto García         | Roberto García         | 2          | 2009 y 2010 | 52       |
| Guillermo Borbolla     | Guillermo Borbolla     | 2          | 1995 y 2000 | 44       |
| Lucas Arenal           | Lucas Arenal           | 2          | 1998 y 1999 | 44       |
| Santos Fidel Ruíz      | Santos Fidel Ruíz      | 2          | 1995 y 1996 | 42       |
| David Gandarillas      | David Gandarillas      | 1          | 2021 | 30       |
| Javier Pérez           | Javier Pérez           | 1          | 1993 | 26       |
| Rodrigo Nuñez          | Rodrigo Nuñez          | 1          | 2006 | 26       |
| Martin Garrido         | Martin Garrido         | 1          | 2007 | 26       |
| Gabriel Cagigas        | Gabriel Cagigas        | 1          | 2012 | 26       |
| Gonzalo Egusquiza      | Gonzalo Egusquiza      | 1          | 2015 | 26       |
| José Ángel Vallines    | José Ángel Vallines    | 1          | 1998 | 22       |
| Gerardo Cueto          | Gerardo Cueto          | 1          | 2001 | 22       |
| Jose Ignacio Gutiérrez | Jose Ignacio Gutiérrez | 1          | 2002 | 22       |

## Jugadores campeones con la Peña Bolística Hermanos Borbolla
| Torneo                 | Torneo                 | 7 Liga | 4 Copa Presidente | 7 Copa Federación | 5 Copa Apebol | 7 SuperCopa | 30 Títulos |
| Raul de Juana          | Raul de Juana          | 7      | 4                 | 7                 | 5             | 7           | 30         |
| Jesus Salmón           | Jesus Salmón           | 6      | 2                 | 5                 | 3             | 6           | 22         |
| Eusebio Iturbe         | Eusebio Iturbe         | 3      | 2                 | 4                 | 1             | 6           | 16         |
| Emilio A. Rodríguez    | Emilio A. Rodríguez    | 3      | 3                 | 3                 | 3             | 1           | 13         |
| Ruben Rodríguez        | Ruben Rodríguez        | 4      | 1                 | 2                 | 3             | 1           | 11         |
| Lolo Lavid             | Lolo Lavid             | 3      | 1                 | 2                 | 0             | 5           | 11         |
| Oscar González         | Oscar González         | 3      | 0                 | 1                 | 2             | 3           | 9          |
| Agustín Fernández      | Agustín Fernández      | 1      | 1                 | 2                 | 0             | 1           | 5          |
| Ruben Haya             | Ruben Haya             | 1      | 1                 | 1                 | 1             | 1           | 5          |
| Roberto García         | Roberto García         | 0      | 1                 | 1                 | 1             | 1           | 4          |
| Angel lavín            | Angel lavín            | 0      | 1                 | 1                 | 0             | 2           | 4          |
| Jose Díaz              | Jose Díaz              | 1      | 0                 | 1                 | 1             | 0           | 3          |
| Carlos García          | Carlos García          | 1      | 0                 | 1                 | 1             | 0           | 3          |
| Gabriel Cagigas        | Gabriel Cagigas        | 1      | 1                 | 0                 | 0             | 0           | 2          |
| Gonzalo Egusquiza      | Gonzalo Egusquiza      | 1      | 0                 | 0                 | 1             | 0           | 2          |
| Alberto Díaz           | Alberto Díaz           | 0      | 0                 | 1                 | 1             | 0           | 2          |
| Angel Velasco          | Angel Velasco          | 0      | 0                 | 1                 | 1             | 0           | 2          |
| Roberto de Juana       | Roberto de Juana       | 0      | 0                 | 1                 | 1             | 0           | 2          |
| Manuel Domínguez       | Manuel Domínguez       | 0      | 1                 | 0                 | 0             | 0           | 1          |
| Gerardo Cueto          | Gerardo Cueto          | 0      | 1                 | 0                 | 0             | 0           | 1          |
| David Gandarillas      | David Gandarillas      | 0      | 0                 | 1                 | 0             | 0           | 1          |
| Jose Ignacio Gutiérrez | Jose Ignacio Gutiérrez | 0      | 0                 | 0                 | 0             | 1           | 1          |
| Total                  | Total                  | 35     | 20                | 35                | 25            | 35          | 150        |

## Jugadores Campeones Individual de 1ª con la Peña Bolística Hermanos Borbolla
| Torneo              | Torneo              | 9 Cantabria | 8 España-Interautonómico | 17 Títulos |
| Jesus Salmón        | Jesus Salmón        | 4           | 3                        | 7          |
| Oscar González      | Oscar González      | 2           | 2                        | 4          |
| Raul de Juana       | Raul de Juana       | 1           | 1                        | 2          |
| Emilio A. Rodríguez | Emilio A. Rodríguez | 1           | 1                        | 2          |
| Ruben Rodríguez     | Ruben Rodríguez     | 0           | 1                        | 1          |
| Ruben Haya          | Ruben Haya          | 1           | 0                        | 1          |

## Jugadores Campeones de Parejas de 1ª con la Peña Bolística Hermanos Borbolla
| Torneo          | Torneo          | 7 Parejas Cantabria | 9 Parejas España-Interautonómico | 16 Títulos |
| Jesus Salmón    | Jesus Salmón    | 6                   | 7                                | 13         |
| Raul de Juana   | Raul de Juana   | 3                   | 3                                | 6          |
| Oscar González  | Oscar González  | 3                   | 3                                | 6          |
| Ruben Rodríguez | Ruben Rodríguez | 1                   | 2                                | 3          |
| Alfonso Díaz    | Alfonso Díaz    | 1                   | 1                                | 2          |
| Gabriel Cagigas | Gabriel Cagigas | 0                   | 1                                | 1          |
| Lolo Lavíd      | Lolo Lavíd      | 0                   | 1                                | 1          |

## Podiums en Campeonato de Cantabria individual de 1ª con la Peña Bolística Hermanos Borbolla
| Podiums en campeonato Cantabria individual | Podiums en campeonato Cantabria individual | Campeón | Subcampeón | Tercero |
| Jesus Salmón                               | Jesus Salmón                               | 4       | 2          | 1       |
| Oscar González                             | Oscar González                             | 2       | 0          | 1       |
| Emilio A. Rodríguez                        | Emilio A. Rodríguez                        | 1       | 1          | 0       |
| Ruben Haya                                 | Ruben Haya                                 | 1       | 1          | 0       |
| Raul de Juana                              | Raul de Juana                              | 1       | 0          | 1       |
| Ruben Rodríguez                            | Ruben Rodríguez                            | 0       | 1          | 0       |
| Lolo Lavid                                 | Lolo Lavid                                 | 0       | 1          | 0       |
| Angel Lavín                                | Angel Lavín                                | 0       | 0          | 2       |
| David Ibañez                               | David Ibañez                               | 0       | 0          | 1       |
| Gabriel Cagigas                            | Gabriel Cagigas                            | 0       | 0          | 1       |

## Medallas en Campeonato España-Interautonómico individual de 1ª con la Peña Bolística Hermanos Borbolla
| Medallas Cto España-Interautonómico individual |                     |   |   |   |
| Jesus Salmón                                   | Jesus Salmón        | 3 | 2 | 0 |
| Oscar González                                 | Oscar González      | 2 | 2 | 1 |
| Emilio A. Rodríguez                            | Emilio A. Rodríguez | 1 | 1 | 0 |
| Ruben Rodríguez                                | Ruben Rodríguez     | 1 | 0 | 1 |
| Raul de Juana                                  | Raul de Juana       | 1 | 0 | 0 |
| Manuel Domínguez                               | Manuel Domínguez    | 0 | 1 | 0 |
| Gonzalo Egusquiza                              | Gonzalo Egusquiza   | 0 | 0 | 1 |

## Podiums en Campeonato de Cantabria de parejas de 1ª con la Peña Bolística Hermanos Borbolla
| POdiums Cto Cantabria parejas | POdiums Cto Cantabria parejas | Campeón | Subcampeón | Tercero |
| Jesus Salmón                  | Jesus Salmón                  | 6       | 3          | 1       |
| Raul de Juana                 | Raul de Juana                 | 3       | 4          | 1       |
| Oscar González                | Oscar González                | 3       | 0          | 1       |
| Ruben Rodríguez               | Ruben Rodríguez               | 1       | 1          | 0       |
| Alfonso Díaz                  | Alfonso Díaz                  | 1       | 0          | 0       |
| Angel Lavín                   | Angel Lavín                   | 0       | 1          | 1       |
| Emilio A. Rodríguez           | Emilio A. Rodríguez           | 0       | 1          | 0       |
| Ruben Haya                    | Ruben Haya                    | 0       | 1          | 0       |
| Manuel Domínguez              | Manuel Domínguez              | 0       | 1          | 0       |
| Carlos García                 | Carlos García                 | 0       | 1          | 0       |
| Eusebio iturbe                | Eusebio iturbe                | 0       | 1          | 0       |
| Gabriel Cagigas               | Gabriel Cagigas               | 0       | 0          | 1       |
| Lolo Lavid                    | Lolo Lavid                    | 0       | 0          | 1       |

## Medallas en Campeonato España-Interautonómico de parejas de 1ª con la Peña Bolística Hermanos Borbolla
| Medallas Cto España-Interautonómico parejas |                     |   |   |   |
| Jesus Salmón                                | Jesus Salmón        | 7 | 3 | 1 |
| Raul de Juana                               | Raul de Juana       | 3 | 4 | 1 |
| Oscar González                              | Oscar González      | 3 | 2 | 0 |
| Ruben Rodríguez                             | Ruben Rodríguez     | 2 | 0 | 3 |
| Lolo Lavid                                  | Lolo Lavid          | 1 | 0 | 1 |
| Alfonso Díaz                                | Alfonso Díaz        | 1 | 0 | 0 |
| Gabriel Cagigas                             | Gabriel Cagigas     | 1 | 0 | 0 |
| Emilio A. Rodríguez                         | Emilio A. Rodríguez | 0 | 1 | 2 |
| Ruben Haya                                  | Ruben Haya          | 0 | 1 | 1 |
| Angel Lavín                                 | Angel Lavín         | 0 | 1 | 0 |
| Manuel Domínguez                            | Manuel Domínguez    | 0 | 1 | 0 |
| Carlos García                               | Carlos García       | 0 | 1 | 0 |
| Clemente Ceballos                           | Clemente Ceballos   | 0 | 0 | 1 |
| Ibañez                                      | Ibañez              | 0 | 0 | 1 |
| Gonzalo Egusquiza                           | Gonzalo Egusquiza   | 0 | 0 | 1 |
| Alberto Díaz                                | Alberto Díaz        | 0 | 0 | 1 |
| Ángel velasco                               | Ángel velasco       | 0 | 0 | 1 |

## Resultados Campeonato de Cantabria por parejas 1ª categoría
| Puesto   | Año  | Sede                   | 1º                           | Bolos | 2º                              | Bolos | 3º                           | Bolos | 4º                                  | Bolos | 5º                             | Bolos | 6º                                  | Bolos | 7º                                     | Bolos | 8º                                 | Bolos | Observaciones |
| -------- | ---- | ---------------------- | ---------------------------- | ----- | ------------------------------- | ----- | ---------------------------- | ----- | ----------------------------------- | ----- | ------------------------------ | ----- | ----------------------------------- | ----- | -------------------------------------- | ----- | ---------------------------------- | ----- | ------------- |
| 7º       | 1992 | Laredo                 |                              |       |                                 |       |                              |       |                                     |       |                                |       |                                     |       | Ignacio Fernández- Luis F. Gandarillas | 442   |                                    |       |               |
| 2º       | 1993 | Santillana             |                              |       | Manuel Domínguez-Angel Lavín    | 1206  |                              |       |                                     |       |                                |       |                                     |       |                                        |       |                                    |       |               |
| 5º       | 1994 | Santander              |                              |       |                                 |       |                              |       |                                     |       | Manuel Dominguez-Angel Lavín   | 719   |                                     |       |                                        |       |                                    |       |               |
| NC       | 1995 | Torrelavega            |                              |       |                                 |       |                              |       |                                     |       |                                |       |                                     |       |                                        |       |                                    |       |               |
| 5º       | 1996 | Potes                  |                              |       |                                 |       |                              |       |                                     |       | Clemente Ceballos-Ibañez       | 728   |                                     |       |                                        |       |                                    |       |               |
| 8º       | 1997 | Torrelavega            |                              |       |                                 |       |                              |       |                                     |       |                                |       |                                     |       |                                        |       | Clemente Ceballos-Manuel Domínguez | 451   |               |
| 4º       | 1998 | Cudón                  |                              |       |                                 |       |                              |       | Emilio A. Rodríguez-Rubén Rodríguez | 990   |                                |       |                                     |       |                                        |       |                                    |       |               |
| 1º- 6º   | 1999 | Arenas de Iguña        | Raul de Juana-Alfonso Díaz   | 1250  |                                 |       |                              |       |                                     |       |                                |       | Emilio A. Rodríguez-Rubén Rodríguez | 707   |                                        |       |                                    |       |               |
| 7º       | 2000 | Aes y Puente Viesgo    |                              |       |                                 |       |                              |       |                                     |       |                                |       |                                     |       | Raul de Juana-Alfonso Díaz             | 465   |                                    |       |               |
| 3º       | 2001 | Mazcuerras-Torrelavega |                              |       |                                 |       | Raúl de Juana-Angel Lavín    | 1021  |                                     |       |                                |       |                                     |       |                                        |       |                                    |       |               |
| 1º       | 2002 | Sobarzo                | Raul de Juana-Jesus Salmón   | 1367  |                                 |       |                              |       |                                     |       |                                |       |                                     |       |                                        |       |                                    |       |               |
| 2º-6º    | 2003 | Torrelavega            |                              |       | Raul de Juana-Jesus Salmón      | 1284  |                              |       |                                     |       |                                |       | Angel Lavín-Eusebio iturbe          | 704   |                                        |       |                                    |       |               |
| 1º       | 2004 | La Cavada              | Raul de Juana-Jesus Salmón   | 1343  |                                 |       |                              |       |                                     |       |                                |       |                                     |       |                                        |       |                                    |       |               |
| 2º       | 2005 | Pontejos               |                              |       | Raul de Juana-Jesus Salmón      | 1243  |                              |       |                                     |       |                                |       |                                     |       |                                        |       |                                    |       |               |
| 6º       | 2006 | Santander              |                              |       |                                 |       |                              |       |                                     |       |                                |       | Eusebio Iturbe-Lolo Lavid           | 668   |                                        |       |                                    |       |               |
| 4º       | 2007 | Santander              |                              |       |                                 |       |                              |       | Raul de Juana-Emilio A. Rodríguez   | 979   |                                |       |                                     |       |                                        |       |                                    |       |               |
| 4º-5º    | 2008 | San Felices de Buelna  |                              |       |                                 |       |                              |       | Jose Díaz-Lolo Lavid                | 913   | Ruben Haya-Emilio A. Rodríguez | 696   |                                     |       |                                        |       |                                    |       |               |
| 2º       | 2009 | Loredo-Orejo           |                              |       | Emilio A. Rodríguez- Rubén Haya | 1308  |                              |       |                                     |       |                                |       |                                     |       |                                        |       |                                    |       |               |
| 2º-4º    | 2010 | Renedo-Parbayón        |                              |       | Raúl de Juana-Eusebio Iturbe    | 1341  |                              |       | Emilio A. Rodríguez- Rubén Haya     | 1025  |                                |       |                                     |       |                                        |       |                                    |       |               |
| 4º       | 2011 | Unquera-Abanillas      |                              |       |                                 |       |                              |       | Jesús Salmón-Jose Díaz              | 721   |                                |       |                                     |       |                                        |       |                                    |       |               |
| 3º-4º    | 2012 | Requejo-La Población   |                              |       |                                 |       | Jesús Salmón-Gabriel Cagígas | 743   | Raúl de Juana-Ruben Rodríguez       | 742   |                                |       |                                     |       |                                        |       |                                    |       |               |
| 2º-7º    | 2013 | Astillero              |                              |       | Jesús Salmón-Ruben Rodríguez    | 1044  |                              |       |                                     |       |                                |       |                                     |       | Emilio A. Rodríguez-Carlos García      | 434   |                                    |       |               |
| 1º-2º    | 2014 | Loredo-Langre          | Jesús Salmón-Ruben Rodríguez | 1055  | Raúl de Juana-Carlos García     | 1049  |                              |       |                                     |       |                                |       |                                     |       |                                        |       |                                    |       |               |
| 1º-4º    | 2015 | Torrelavega            | Jesús Salmón-Oscar González  | 1072  |                                 |       |                              |       | Ruben Rodríguez-Gonzalo Egusquiza   | 709   |                                |       |                                     |       |                                        |       |                                    |       |               |
| 1º-6º    | 2016 | Santander              | Jesús Salmón-Oscar González  | 1097  |                                 |       |                              |       |                                     |       |                                |       | Ruben Rodríguez-Lolo Lavid          | 506   |                                        |       |                                    |       |               |
| 1º-5º    | 2017 | Toranzo                | Jesús Salmón-Oscar González  | 1069  |                                 |       |                              |       |                                     |       | Raúl de Juana-Ángel Velasco    | 481   |                                     |       |                                        |       |                                    |       |               |
| 2º-8º    | 2018 | Orejo-La Cavada        |                              |       | Jesús Salmón-Oscar González     | 1072  |                              |       |                                     |       |                                |       |                                     |       |                                        |       | Eusebio Iturbe-Lolo Lavid          | 479   |               |
| 3º-4º-7º | 2019 | Oruña                  |                              |       |                                 |       | Oscar González-Lolo Lavid    | 778   | Angel Velasco-Alberto Díaz          | 738   |                                |       |                                     |       | Jonathan García-Pablo Lavín            | 470   |                                    |       |               |
| 4º       | 2020 | Orejo-Gajano           |                              |       |                                 |       |                              |       | Alberto Diaz- Ángel velasco         | 725   |                                |       |                                     |       |                                        |       |                                    |       |               |

## Resultados Campeonato de España-Interautonómico por parejas 1ª categoría
| Puesto | Año  | Sede                   | Oro                          | Bolos | Plata                           | Bolos | Bronce                            | Bolos | 4º                                  | Bolos | 5º | Bolos | 6º                           | Bolos | 7º                           | Bolos | 8º | Bolos | Observaciones |
| ------ | ---- | ---------------------- | ---------------------------- | ----- | ------------------------------- | ----- | --------------------------------- | ----- | ----------------------------------- | ----- | -- | ----- | ---------------------------- | ----- | ---------------------------- | ----- | -- | ----- | ------------- |
| 6º     | 1993 | Requejada              |                              |       |                                 |       |                                   |       |                                     |       |    |       | Manuel Domínguez-Angel Lavín | 672   |                              |       |    |       |               |
| 4º     | 1994 | Torrelavega            |                              |       |                                 |       |                                   |       | Manuel Dominguez-Angel Lavín        | 744   |    |       |                              |       |                              |       |    |       |               |
| NC     | 1995 |                        |                              |       |                                 |       |                                   |       |                                     |       |    |       |                              |       |                              |       |    |       |               |
| 3º     | 1996 | Bielva                 |                              |       |                                 |       | Clemente Ceballos-Ibañez          | 946   |                                     |       |    |       |                              |       |                              |       |    |       |               |
| NC     | 1997 | Sobarzo                |                              |       |                                 |       |                                   |       |                                     |       |    |       |                              |       |                              |       |    |       |               |
| 4º     | 1998 | Los Corrales de Buelna |                              |       |                                 |       |                                   |       | Emilio A. Rodríguez-Rubén Rodríguez | 973   |    |       |                              |       |                              |       |    |       |               |
| 1º     | 1999 | Renedo de Piélagos     | Raul de Juana-Alfonso Díaz   | 1341  |                                 |       |                                   |       |                                     |       |    |       |                              |       |                              |       |    |       |               |
| 2º     | 2000 | Noja                   |                              |       | Raul de Juana-Manuel Domínguez  | 1178  |                                   |       |                                     |       |    |       |                              |       |                              |       |    |       |               |
| 2º     | 2001 | Santander              |                              |       | Raúl de Juana-Angel Lavín       | 1287  |                                   |       |                                     |       |    |       |                              |       |                              |       |    |       |               |
| 2º     | 2002 | Los Corrales de Buelna |                              |       | Raul de Juana-Jesus Salmón      | 1266  |                                   |       |                                     |       |    |       |                              |       |                              |       |    |       |               |
| 4º     | 2003 | Sobarzo                |                              |       |                                 |       |                                   |       | Raul de Juana-Jesus Salmón          | 1019  |    |       |                              |       |                              |       |    |       |               |
| 1º     | 2004 | Madrid                 | Raul de Juana-Jesus Salmón   | 1319  |                                 |       |                                   |       |                                     |       |    |       |                              |       |                              |       |    |       |               |
| 1º     | 2005 | Panes                  | Raul de Juana-Jesus Salmón   | 1312  |                                 |       |                                   |       |                                     |       |    |       |                              |       |                              |       |    |       |               |
| 4º     | 2006 | La Cavada              |                              |       |                                 |       |                                   |       | Eusebio Iturbe-Jose Díaz            | 930   |    |       |                              |       |                              |       |    |       |               |
| 3º     | 2007 | Noja                   |                              |       |                                 |       | Raul de Juana-Emilio A. Rodríguez | 1001  |                                     |       |    |       |                              |       |                              |       |    |       |               |
| 4º     | 2008 | Sierrapando            |                              |       |                                 |       |                                   |       | Jose Díaz-Lolo Lavid                | 957   |    |       |                              |       |                              |       |    |       |               |
| 2º     | 2009 | Suarias                |                              |       | Emilio A. Rodríguez- Rubén Haya | 1322  |                                   |       |                                     |       |    |       |                              |       |                              |       |    |       |               |
| 3º-4º  | 2010 | Santander              |                              |       |                                 |       | Emilio A. Rodríguez- Rubén Haya   | 999   | Raúl de Juana-Eusebio Iturbe        | 973   |    |       |                              |       |                              |       |    |       |               |
| 1º     | 2011 | Santander              | Jesús Salmón-Ruben Rodríguez | 1074  |                                 |       |                                   |       |                                     |       |    |       |                              |       |                              |       |    |       |               |
| 1º-4º  | 2012 | Torrelavega            | Jesús Salmón-Gabriel Cagígas | 1111  |                                 |       |                                   |       | Raúl de Juana-Ruben Rodríguez       | 759   |    |       |                              |       |                              |       |    |       |               |
| 3º     | 2013 | Treceño                |                              |       |                                 |       | Jesús Salmón-Ruben Rodríguez      | 762   |                                     |       |    |       |                              |       |                              |       |    |       |               |
| 1º-2º  | 2014 | Revilla de Camargo     | Jesús Salmón-Ruben Rodríguez | 1097  | Raúl de Juana-Carlos García     | 1070  |                                   |       |                                     |       |    |       |                              |       |                              |       |    |       |               |
| 1º-3º  | 2015 | Torrelavega            | Jesús Salmón-Oscar González  | 1107  |                                 |       | Ruben Rodríguez-Gonzalo Egusquiza | 747   |                                     |       |    |       |                              |       |                              |       |    |       |               |
| 2º-4º  | 2016 | Santander              |                              |       | Jesús Salmón-Oscar González     | 1113  | Ruben Rodríguez-Lolo Lavid        | 772   |                                     |       |    |       |                              |       |                              |       |    |       |               |
| 1º-6º  | 2017 | Treceño                | Jesús Salmón-Oscar González  | 1052  |                                 |       |                                   |       |                                     |       |    |       | Raúl de Juana-Ángel Velasco  | 454   |                              |       |    |       |               |
| 2º-7º  | 2018 | Torrelavega            |                              |       | Jesús Salmón-Oscar González     | 1110  |                                   |       |                                     |       |    |       |                              |       | Raúl de Juana-Mario Borbolla | 474   |    |       |               |
| 1º-7º  | 2019 | Peñacastillo           | Oscar González-Lolo Lavid    | 1082  |                                 |       |                                   |       |                                     |       |    |       |                              |       | Chin Velasco-Alberto Díaz    | 448   |    |       |               |
| 3º-4º  | 2020 | Treceño                |                              |       |                                 |       | Alberto Diaz- Ángel velasco       | 752   | Oscar González- Raul de Juana       | 730   |    |       |                              |       |                              |       |    |       |               |

## Resultado Ligas Hermanos Borbolla A
| Año  | Categoría         | Puesto | Jugados | Ganados | Empatados | Perdidos | Chicos a favor | Chicos en contra | Puntos | Observaciones                                               |
| ---- | ----------------- | ------ | ------- | ------- | --------- | -------- | -------------- | ---------------- | ------ | ----------------------------------------------------------- |
| 1972 | Segunda C         | 1      | 8       | 6       | 1         | 1        | 35             | 13               | 13     |                                                             |
| 1973 |                   |        |         |         |           |          |                |                  |        |                                                             |
| 1974 | Segunda           | 5      | 22      | 10      | 5         | 7        | 75             | 57               | 25     |                                                             |
| 1975 | Segunda           | 2      | 22      | 15      | 3         | 4        | 90             | 42               | 33     | Promociona contra Peña Leyland Authi. Mantiene la categoría |
| 1976 | Segunda           | 9      | 22      | 5       | 9         | 8        | 59             | 73               | 19     |                                                             |
| 1977 |                   |        |         |         |           |          |                |                  |        |                                                             |
| 1978 | Tercera           | 3      | 18      | 12      | 3         | 3        | 76             | 32               | 27     |                                                             |
| 1979 | Tercera           | 3      | 20      | 14      | 2         | 4        | 83             | 37               | 30     |                                                             |
| 1980 | Tercera           | 3      | 22      | 16      | 2         | 4        | 86             | 45               | 34     |                                                             |
| 1981 | Tercera           | 4      | 22      | 11      | 7         | 4        | 82             | 50               | 29     |                                                             |
| 1982 | Tercera           | 2      | 20      |         |           |          |                |                  | 32     |                                                             |
| 1983 | Tercera           | 3      | 20      | 13      | 3         | 6        | 79             | 53               | 29     | Promoción de ascenso 5º (283 bolos): ascenso                |
| 1984 | Segunda           | 8      | 22      | 6       | 8         | 8        | 63             | 69               | 20     |                                                             |
| 1985 | Segunda           | 9      | 22      | 8       | 3         | 11       | 58             | 74               | 19     |                                                             |
| 1986 | Segunda           | 9      | 22      | 6       | 6         | 10       | 55             | 77               | 18     |                                                             |
| 1987 | Segunda           | 9      | 22      | 9       | 5         | 8        | 67             | 65               | 23     |                                                             |
| 1988 | Segunda Especial  | 1      | 22      | 17      | 1         | 4        | 90             | 42               | 35     |                                                             |
| 1989 | Segunda Especial  | 3      | 26      | 15      | 6         | 5        | 97             | 59               | 36     |                                                             |
| 1990 | Segunda Especial  | 1      | 26      | 19      | 3         | 4        | 104            | 52               | 41     |                                                             |
| 1991 | Primera           | 4      | 26      | 10      | 8         | 8        | 80             | 76               | 28     |                                                             |
| 1992 | Primera           | 1      | 26      | 15      | 9         | 2        | 104            | 52               | 39     | Promoción de ascenso: 4 J, 4 G, 21 CF 3 CC, 8 pts.          |
| 1993 | Liga Nacional     | 5      | 26      | 12      | 7         | 7        | 91             | 65               | 31     |                                                             |
| 1994 | Liga Nacional     | 2      | 26      | 20      | 4         | 2        | 97             | 59               | 39     |                                                             |
| 1995 | Liga Nacional     | 6      | 22      | 9       | 5         | 8        | 97             | 59               | 39     |                                                             |
| 1996 | Liga Nacional     | 6      | 20      | 6       | 9         | 5        | 69             | 63               | 23     |                                                             |
| 1997 | Liga Nacional     | 7      | 22      | 10      | 3         | 9        | 62             | 70               | 23     |                                                             |
| 1998 | Liga Nacional     | 5      | 22      | 11      | 5         | 6        | 72             | 60               | 27     |                                                             |
| 1999 | Liga Nacional     | 3      | 22      | 12      | 5         | 5        | 80             | 52               | 29     |                                                             |
| 2000 | Liga Nacional     | 3      | 22      | 14      | 4         | 4        | 85             | 47               | 34     |                                                             |
| 2001 | Liga Nacional     | 3      | 22      | 13      | 4         | 5        | 82             | 50               | 30     |                                                             |
| 2002 | Liga Nacional     | 2      | 22      | 13      | 7         | 2        | 85             | 47               | 33     |                                                             |
| 2003 | Liga Nacional     | 2      | 22      | 13      | 5         | 4        | 78             | 54               | 31     |                                                             |
| 2004 | Liga Nacional     | 1      | 22      | 16      | 5         | 1        | 89             | 43               | 37     |                                                             |
| 2005 | Liga Nacional     | 2      | 26      | 17      | 7         | 2        | 104            | 52               | 41     |                                                             |
| 2006 | Liga Nacional     | 4      | 26      | 12      | 7         | 7        | 89             | 67               | 31     |                                                             |
| 2007 | Liga Nacional     | 2      | 26      | 18      | 4         | 4        | 103            | 53               | 40     |                                                             |
| 2008 | Liga Nacional     | 1      | 26      | 18      | 6         | 2        | 104            | 52               | 42     |                                                             |
| 2009 | División de Honor | 2      | 26      | 16      | 7         | 3        | 90             | 53               | 55     | 3 puntos por victoria                                       |
| 2010 | División de Honor | 2      | 26      | 18      | 1         | 7        | 81             | 46               | 55     |                                                             |
| 2011 | División de Honor | 2      | 26      | 17      | 5         | 4        | 88             | 48               | 56     |                                                             |
| 2012 | División de Honor | 1      | 26      | 19      | 5         | 2        | 93             | 34               | 62     |                                                             |
| 2013 | División de Honor | 1      | 26      | 19      | 3         | 4        | 91             | 41               | 60     |                                                             |
| 2014 | División de Honor | 4      | 26      | 13      | 6         | 7        | 78             | 59               | 32     | 2 puntos por victoria                                       |
| 2015 | División de Honor | 1      | 26      | 18      | 3         | 5        | 88             | 48               | 39     |                                                             |
| 2016 | División de Honor | 1      | 26      | 18      | 5         | 3        | 90             | 49               | 41     |                                                             |
| 2017 | División de Honor | 1      | 26      | 18      | 6         | 2        | 93             | 44               | 42     |                                                             |
| 2018 | División de Honor | 5      | 26      | 13      | 5         | 8        | 78             | 63               | 31     |                                                             |
| 2019 | División de Honor | 2      | 26      | 15      | 6         | 5        | 86             | 57               | 36     |                                                             |

## Resultado Copas Hermanos Borbolla A
| Torneo                                                        | Torneo                                                        | 1989  | 1990  | 1991  | 1992  | 1993  | 1994  | 1995  | 1996  | 1997  | 1998  | 1999  | 2000  | 2001  | 2002  | 2003  | 2004  | 2005  | 2006  | 2007  | 2008  | 2009  | 2010  | 2011  | 2012  | 2013  | 2014  | 2015  | 2016  | 2017  | 2018  | 2019  | 2020  | 2021      | Títulos |
| Copa Presidente                                               | Copa Presidente                                               | 1/64  | 1/8   | 1/32  | SF    | SF    | SF    | 1/8   | SF    | CF    | 1/16  | F     | F     | G     | F     | 1/8   | G     | SF    | SF    | 1/8   | 1/8   | 1/8   | G     | 1/8   | G     | CF    | 1/16  | 1/16  | SF    | SF    | SF    | SF    | SF    | SF        | 4       |
| Copa Federación Española/Copa Cantabria Infinita/Copa Liébana | Copa Federación Española/Copa Cantabria Infinita/Copa Liébana |       |       |       |       | F     | CF    | CF    | F     | CF    | CF    | SF    | CF    | F     | F     | G     | G     | F     | F     | SF    | F     | CF    | G     | G     | SF    | CF    | G     | CF    | SF    | G     | CF    | CF    | CF    | G         | 7       |
| Copa ASBOL/APEBOL                                             | Copa ASBOL/APEBOL                                             |       |       |       |       |       |       |       |       |       |       |       |       |       |       |       |       |       |       | F     |       | SF    | G     | G     | SF    | G     | SF    | G     | CF    | CF    | CF    | F     | G     | CF        | 5       |
| Supercopa                                                     | Supercopa                                                     |       |       |       |       |       |       |       |       |       |       |       |       |       | G     | F     | G     | G     |       |       |       | G     |       | F     |       | F     | F     |       | G     | G     | G     |       |       |           | 7       |
| Chicos favor/Chicos contra Presidente                         | Chicos favor/Chicos contra Presidente                         | 11/9  | 26/20 | 6/7   | 33/21 | 24/18 | 31/9  | 12/12 | 36/6  | 21/16 | 13/12 | 35/21 | 40/15 | 37/17 | 41/14 | 15/9  | 35/14 | 37/12 | 29/19 | 18/7  | 15/10 | 11/8  | 32/7  | 13/11 | 41/14 | 25/11 | 3/4   | 2/4   | 24/9  | 17/11 | 21/12 | 21/14 | 10/7  |           |         |
| Chicos favor/Chicos contra Federación                         | Chicos favor/Chicos contra Federación                         |       |       |       |       | 14/7  | 5/7   | 5/7   | 14/10 | 4/8   | 2/10  | 19/7  | 3/9   | 17/7  | 15/12 |       |       | 13/9  | 14/11 |       | 12/5  | 3/4   | 22/10 |       | 7/7   | 0/4   |       | 3/4   | 2/8   |       | 0/4   | 1/4   |       |           |         |
| Chicos favor/Chicos contra Asbol/Apebol                       | Chicos favor/Chicos contra Asbol/Apebol                       |       |       |       |       |       |       |       |       |       |       |       |       |       |       |       |       |       |       |       |       |       | 12/6  | 12/1  | 6/4   | 12/5  | 5/6   | 16/7  | 3/4   | 2/4   | 0/4   | 13/4  | 12/6  |           |         |
| Ganados-Empatados-Perdidos Presidente                         | Ganados-Empatados-Perdidos Presidente                         | 2-1-1 | 4-2-2 | 1-0-1 | 5-2-2 | 3-3-1 | 5-1-1 | 1-2-1 | 6-0-1 | 3-2-1 | 2-1-1 | 5-2-2 | 8-0-1 | 7-2-0 | 7-1-1 | 3-0-1 | 7-1-1 | 7-0-1 | 4-2-2 | 3-0-1 | 2-1-1 | 2-1-1 | 9-0-0 | 2-0-2 | 8-1-0 | 3-2-1 | 0-0-1 | 0-0-1 | 6-0-1 | 5-1-1 | 3-1-2 | 3-2-1 | 2-0-1 | 128-31-35 |         |
| Ganados-Empatados-Perdidos Federación                         | Ganados-Empatados-Perdidos Federación                         |       |       |       |       | 3-0-1 | 0-1-1 | 0-1-1 | 2-1-1 | 0-1-1 | 0-0-2 | 1-0-1 | 0-0-2 | 3-0-1 | 2-1-1 | 3-0-0 | 3-0-0 | 2-1-1 | 2-1-1 | 1-0-1 | 2-0-1 | 0-0-1 | 5-0-1 | 3-0-0 | 1-0-1 | 0-0-1 | 3-0-0 | 0-0-1 | 1-0-1 | 3-0-0 | 0-0-1 | 0-0-1 |       | 38-7-24   |         |
| Ganados-Empatados-Perdidos Asbol/Apebol                       | Ganados-Empatados-Perdidos Asbol/Apebol                       |       |       |       |       |       |       |       |       |       |       |       |       |       |       |       |       |       |       | 1-0-1 |       | 1-0-1 | 3-0-0 | 3-0-0 | 1-0-1 | 3-0-0 | 1-0-1 | 4-0-0 | 0-0-1 | 0-0-1 | 0-0-1 | 3-0-1 | 3-0-0 | 22-0-8    |         |

## Resultado Ligas Hermanos Borbolla B
| Año  | Categoría              | Puesto | Jugados | Ganados | Empatados | Perdidos | Chicos a favor | Chicos en contra | Puntos | Observaciones                                                           |
| ---- | ---------------------- | ------ | ------- | ------- | --------- | -------- | -------------- | ---------------- | ------ | ----------------------------------------------------------------------- |
| 1995 | 3ª Categoría, Grupo 2º | 1      | 20      | 18      | 2         | 0        | 100            | 20               | 38     |                                                                         |
| 1996 | 2ª Categoría, Grupo 2º | 2      | 22      | 16      | 2         | 4        | 86             | 46               | 34     |                                                                         |
| 1997 | 2ª Especial, Grupo 1º  | 11     | 22      | 4       | 8         | 10       | 59             | 73               | 16     |                                                                         |
| 1998 | 2ª Categoría, Grupo 2º | 2      | 22      | 16      | 2         | 4        | 84             | 48               | 34     |                                                                         |
| 2015 | 3ª Categoría, Grupo 2º | 1      | 18      | 17      | 0         | 1        | 85             | 23               | 34     |                                                                         |
| 2016 | 2ª Categoría, Grupo 2º | 1      | 22      | 19      | 2         | 1        | 102            | 30               | 40     | 2ª puntuación más alta desde los 42 pts de 2002 de Ferreteria carredana |
| 2017 | 2ª Especial, Grupo 1º  | 1      | 22      | 17      | 2         | 3        | 92             | 40               | 36     |                                                                         |
| 2018 | 1ª Categoría           | 1      | 26      | 15      | 7         | 4        | 92             | 64               | 37     | Campeones a falta de 1 partido                                          |
| 2018 | 1ª Categoría           | 2      | 24      | 15      | 4         | 5        | 80             | 50               | 34     | 13 equipos, se gana a 4 chicos hechos                                   |

## Resultado Copas Hermanos Borbolla B
| Torneo                                         | Torneo                                         | 1997  | 2015  | 2016  | 2017  | 2018  | 2019  |
| Copa Presidente                                | Copa Presidente                                | 1/32  |       |       | 1/8   | CF    | 1/8   |
| Copa Federación Cántabra                       | Copa Federación Cántabra                       |       | SF    | G     |       |       |       |
| Chicos favor/Chicos contra Presidente          | Chicos favor/Chicos contra Presidente          | 15/8  |       |       | 10/13 | 18/15 | 10/9  |
| Chicos favor/Chicos contra Federación Cántabra | Chicos favor/Chicos contra Federación Cántabra |       | 18/14 | 34/19 |       |       |       |
| Ganados-Empatados-Perdidos Presidente          | Ganados-Empatados-Perdidos Presidente          | 2-1-1 |       |       | 2-0-2 | 3-1-2 | 2-0-2 |
| Ganados-Empatados-Perdidos Federación Cántabra | Ganados-Empatados-Perdidos Federación Cántabra |       | 3-2-1 | 8-1-0 |       |       |       |